# Xã Turkey Creek, Quận Harlan, Nebraska
Xã Turkey Creek (tiếng Anh: Turkey Creek Township) là một xã thuộc quận Harlan, tiểu bang Nebraska, Hoa Kỳ. Năm 2010, dân số của xã này là 75 người.